# Talal Al-Meshal
Talal Al-Meshal (in arabo طلال المشعل‎?; Gedda, 7 giugno 1978) è un ex calciatore saudita, di ruolo attaccante.

## Caratteristiche tecniche
Prima punta, era dotato di un ottimo fiuto del gol.

## Carriera

### Club
Ha giocato per tutta la carriera nel campionato saudita.

### Nazionale
Con la maglia della Nazionale ha preso parte alla Coppa d'Asia nel 2000 e nel 2004. È altresì il quinto miglior marcatore della propria selezione, con 32 reti realizzate.